# 島居辰次郎
島居 辰次郎（日语：しますえ たつじろう、1905年9月12日—1997年10月4日）為日本遞信官僚。海上保安官、海上保安廳長官。廣島縣尾道市出身。

## 經歷
就讀過廣島縣立福山中學校（現福山誠之館高等學校）、第一高等學校。1930年、東京大学法學部畢業。1930年、任職遞信省。1938年(昭和13年)12月8日、出差台灣後搭乘道格拉斯飞行器公司DC－2型14人座飛機「富士號」（台北福岡航線，1936年1月2日開航）回日本。航班共有八位乘客與四位機組員，從台北飛行場（現在台北松山機場）早上6時30分起飛。預計12時30分飛到沖繩那霸、停留一夜，隔天再飛往目的地九州福岡。台北起飛後約08:50分引擎故障、富士號迫降沖繩列島外海，09:05分左右飛機沉沒。在「富士號」海上迫降中與台灣人「松本商行」布店取締役（董事）林進來一起在海上漂流7個鐘頭後獲救生還。 之後，擔任過北海道海運局、近畿海運局長等職務。1953年擔任海上保安廳次長。1955年5月起至1958年12月任職海上保安廳長官。退官後擔任特定船舶整備公團理事長、日本原子力船開發事業團理事長等職務。1979年授予勲二等旭日重光章。
任職海上保安廳長官時代將燈塔補給船「宗谷」改為南極觀測船。。

## 外部連結
- 誠之館人物誌 「島居辰次郎」 海上保安庁長官 （页面存档备份，存于）
- 【航空100年】航空ドキュメンタリー「最後の飛行」第6回[]